# Pteronotus gymnonotus
Pteronotus gymnonotus is een zoogdier uit de familie van de plooilipvleermuizen (Mormoopidae). De wetenschappelijke naam van de soort werd voor het eerst geldig gepubliceerd door Natterer in 1843.